# 15460 Manca
Manca (asteróide 15460) é um asteróide da cintura principal, a 2,6563796 UA. Possui uma excentricidade de 0,086151 e um período orbital de 1 810,17 dias (4,96 anos).
Manca tem uma velocidade orbital média de 17,4696781 km/s e uma inclinação de 3,28847º.
Este asteróide foi descoberto em 25 de Dezembro de 1998 por Andrea Boattini, Luciano Tesi.